# Alejandro Valverde
Alejandro Valverde Belmonte, född 25 april 1980 i Las Lumberas, Murcia, är en spansk professionell tävlingscyklist sedan 2000. Han har tidigare tävlat för Kelme-stallet och Caisse d'Epargne-Illes Balears, men kör sedan 2012 för Movistar Team.

## Meriter
Alejandro Valverde har bland annat vunnit åtta etapper i Vuelta a España och fyra etapper i Tour de France. 2009 vann han slutsegern i Vuelta a España. Under 2006 vann Valverde två av de stora endagsloppen i Belgien, La Flèche Wallone och Liège-Bastogne-Liège och blev tvåa i Vuelta a España samt trea på världsmästerskapen.
Valverde vann Liège-Bastogne-Liège för andra gången under sin karriär i april 2008 före bland annat Davide Rebellin, som vann tävlingen 2004.
2014 vann spanjoren La Flèche Wallone och Clásica de San Sebastián, samt slutade fyra i Tour de France.

## Karriär
Alejandro Valverde blev professionell 2002 med det spanska stallet Kelme, vars amatörstall han tidigare tävlat för. Han stannade med stallet till slutet av säsongen 2004. Med Kelme vann han två etapper under Vuelta a España 2003 och han slutade trea i tävlingens slutställning. Samma år vann han också Vuelta a Mallorca, en etapp på Baskien runt och endagsloppen Klasika Primavera och GP Villafranca de Ordizia. 
Valverde cyklade hem silvermedaljen på världsmästerskapets linjelopp i Hamilton, Kanada, 2003 efter landsmannen Igor Astarloa. Två år senare slutade ha återigen på en silverplacering i världsmästerskapets linjelopp, den gången efter belgaren Tom Boonen. 

### 2004
Trots att Kelme-stallet fått problem med sin ekonomi och Valverde fått erbjudanden från andra stall stannade spanjoren med Kelme under säsongen 2004. Han vann bland annat Volta a la Comunitat Valenciana, Vuelta a Murcia, en etapp på Baskien runt och Vuelta a Burgos. Valverde blev fyra totalt i Vuelta a España det året och vann en etapp under loppet framför bland annat Stuart O'Grady och Denis Mensjov. Valverde medverkade också i de Olympiska sommarspelen 2004 i Aten.
Under världsmästerskapen i Verona det året drog han upp spurten åt landsmannen Óscar Freire men slutade ändå sexa.

### 2005
Inför säsongen 2005 skrev spanjoren på ett kontrakt med UCI ProTour-stallet Illes Balears-Caisse d'Epargne. Han vann den sista etappen av Paris-Nice och slutade tvåa i tävlingens slutställning efter amerikanen Bobby Julich. Valverde vann också två etapper under Baskien runt. Spanjoren gjorde sin debut i Tour de France 2005 och vann den tionde etappen före Lance Armstrong, som han slog i en spurt upp till Courchevel efter en bergsavslutning. Under en del av tävlingen ledde han också ungdomstävlingen, som sedan vanns av Lance Armstrongs stallkamrat Jaroslav Popovytj. Alejandro Valverde själv var tvungen att bryta tävlingen efter att ha ådragit sig en knäskada.
Inför världsmästerskapen i Madrid samma år var spanjoren tillbaka och eftersom Óscar Freire hade blivit skadad blev Valverde det spanska lagets kapten trots att han bara hade haft en tävlingsdag innan världsmästerskapen. Valverde slutade tvåa efter belgaren Tom Boonen i tävlingen.

### 2006
Under säsongen 2006 vann Alejandro Valverde en etapp under Baskien runt, han slutade även tvåa sammanlagt och vann poängtävlingen. Han vann vårklassikern La Flèche Wallonne och fyra dagar senare också Liège-Bastogne-Liège. Han fortsatte med att vinna en etapp under Romandiet runt och slutade trea i slutställningen. Inför Tour de France 2006 sågs Alejandro Valverde som en av favoriterna till slutsegern efter att förhandsfavoriterna Jan Ullrich och Ivan Basso blev uteslutna från tävlingen när dopningsaffären Operación Puerto uppdagades. Under den tredje etappen föll spanjoren och fick en fraktur på nyckelbenet varför han avbröt tävlingen.
Valverde kom tillbaka till 2006 års Vuelta a España som favorit. Han vann den sjunde etappen och dominerade i bergen, varför han fick bära den guldfärgade ledartröjan efter etapp 9. Men han förlorade sedan tröjan till kazaken Aleksandr Vinokurov som vann tävlingen en minut och 12 sekunder före spanjoren. 
 Med anledning av de bra resultaten under säsongen vann Alejandro Valverde 2006 års UCI ProTour. Under världsmästerskapen slutade spanjoren trea efter Paolo Bettini och Erik Zabel.

### 2007
Valverde började säsongen 2007 med att vinna Volta a la Comunitat Valenciana och Vuelta a Murcia. På etapp 4 av Vuelta a Murcia tog han sin första seger i ett individuellt tempolopp. Han slutade trea i Critérium International och femma i Baskien runt.
Valverde slutade på femte plats i La Flèche Wallonne och Liège-Bastogne-Liège. Valverde sågs åter igen som en av favoriterna till att vinna Tour de France 2007, men tappade chansen till seger efter ett svagt individuellt tempolopp. Han slutade på sjätte plats i sammanställningen av tävlingen, 11 minuter bakom segraren Alberto Contador. Valverde valde sedan att inte cykla Vuelta a España utan förberedde sig inför världsmästerskapen i Stuttgart. Den 29 augusti 2007 berättade UCI att de inte ville att spanjoren skulle medverka i världsmästerskapen med anledning av dopningshärvan Operación Puerto där Valverde ryktades vara inblandad. I slutändan fick Valverde tävla och slutade på 57:e plats.

### 2008
Under säsongen 2008 vann Valverde klassikern Liège-Bastogne-Liège samt återigen Vuelta a Murcia. Han vann också den fjärde etappen, ett tempolopp, under den spanska tävlingen. Valverde vann Paris-Camembert i april framför bland annat fransmännen Jérôme Pineau och Benoît Vaugrenard.
Den 9 juni 2008 vann spanjoren etapp 1 av Dauphiné Libéré. Dagen innan slutade han trea på prologen efter segraren Levi Leipheimer och norrmannen Thor Hushovd, som tog andra platsen. Valverde vann också Dauphiné Libérés tredje etapp, ett tempolopp, 19 sekunder framför Leipheimer. Efter etappen tog Valverde över tävlingens ledartröja från Thor Hushovd och behöll den till slutet. Spanjoren vann tävlingen 39 sekunder före tvåan Cadel Evans.
Valverde vann det spanska nationsmästerskapets linjelopp före bland annat Oscar Sevilla och Oscar Pereiro i slutet av juni 2008. En vecka senare vann spanjoren den första etappen av Tour de France 2008 och bar därefter den gula ledartröjan under två etapper. I augusti 2008 vann han Clásica de San Sebastián strax framför Aleksandr Kolobnev och Davide Rebellin. Senare samma månad vann Valverde etapp 2 av Vuelta a España. 
I slutet av året fick han priset som vinnare av UCI ProTour, ett pris han vann efter sina vinster i Dauphiné Libéré, Clásica de San Sebastián, Liège-Bastogne-Liège, spanska nationsmästerskapen och sina etappsegrar i Tour de France och Vuelta a España.

### 2009
Valverde vann etapp 3 av Vuelta a Castilla y León framför Rubén Plaza och Javier Moreno i mars 2009. Tidigare under året hamnade han i blåsväder, på grund av Operación Puerto, när den italienska olympiska kommittén, CONI, rapporterade att de hade länkat ett DNA-prov från Tour de France 2008 med blod som samlats in på doktor Eufemiano Fuentes kontor under Operación Puerto. Han vann också den femte etappen av Vuelta a Castilla y León.
Valverde vann Klasika Primavera i april månad framför Egoi Martínez och José Herrada. Den 11 maj 2009 blev det klart att CONI stängde av spanjoren i två år i Italien, men han fick fortsätta tävla i övriga världen. I maj slutade han tvåa på prologen av Katalonien runt bakom Thor Hushovd. Valverde vann senare etapp 3 av tävlingen. När tävlingen var över stod det klart att Valverde hade vunnit den med 15 sekunders försprång till tvåan Daniel Martin.
På Critérium du Dauphiné Libérés första etapp, ett tempolopp, slutade Valverde trea bakom Cadel Evans och Alberto Contador. Samtidigt som Critérium du Dauphiné Libéré gick av stapeln fick spanjoren veta att han inte skulle bli inbjuden att cykla Tour de France 2009, då tävlingen skulle passera den italienska gränsen, där spanjoren var avstängd. Inte heller hans lag Caisse d'Epargne tog ut honom till loppet. Valverde slutade på andra plats på etapp 5 uppför Mont Ventoux, bakom polacken Sylvester Szmyd, på Critérium du Dauphiné Libéré. Han tog över tävlingens ledartröja från Cadel Evans och behöll den till slutet. Valverde vann loppet före Cadel Evans och Alberto Contador. 
I juli 2009 slutade Valverde tvåa på prologen av Vuelta Ciclista Internacional a la Comunidad de Madrid bakom landsmannen Hector Guerra. I augusti slutade han på andra plats på etapp 2 av Vuelta a Burgos, en tävling som han tre dagar senare vann. Valverde slutade på tredje plats på etapp 9 av Vuelta a España 2009 bakom Gustavo César och Marco Marzano. En dag tidigare slutade han på femte plats bakom Damiano Cunego, David Moncoutié, Robert Gesink och Cadel Evans. Han tog hem tredjeplatsen på etapp 13 av tävlingen. Valverde slutade tvåa på etapp 19 av Vuelta a España bakom landsmannen Juan José Cobo. Valverdes resultat under tävlingen ledde till att han vann 2009 års upplaga av Vuelta a España. Han vann även tävlingens kombinationstävling och kom på andra plats i Vuelta a Españas poängtävling.
Valverde slutade på nionde plats på världsmästerskapens linjelopp innan han slutade på andra plats på den mexikanska tävlingen Clásica Cancún bakom landsmannen Alberto Contador. Han slutade säsongen på andra plats på UCI:s världsranking bakom Contador.

### 2010
Valverde dömdes till två års avständning för dopning.
Valverde anlände till Vuelta a Espana som hjälpryttare till 2011 år totalvinnare, Juan José Cobo. Valverde fick sitt lags förtroende då han visade sig vara i bättre form än Cobo. Han förvaltade kaptensrollen med att ta andra plats totalt, endast Alberto Contador var snabbare. Valverde vann även den tredje och åttonde etappen. Hans lag, Movistar, tog även hem den inledande lagtempoetappen.

### 2012
Valverde vann etapp 17 av det franska etapploppet Tour de France.

### 2018
I februari tog Valverde hem totalsegern för tredje gången i Volta a la Comunitat Valenciana.
Valverde vann, efter sex tidigare podieplatser, VM i linjelopp i Innsbruck, Österrike. Valverde, Romain Bardet (FRA) och Michael Woods (CAN) bildade en ledartrio i den sista och brantaste stigningen ca 9 km från mål. Med 2 km kvar anslöt Tom Dumoulin (NDL) till trion. Valverde tvingades ta täten den sista kilometern men kunde trots det spurta ifrån Bardet och Woods. Dumoulin hade inga krafter att sätta emot efter det att han solo kommit ikapp tättrion och slutade fyra.

## Privatliv
Alejandro Valverde kommer från en cykelfamilj där både pappan Juan och brodern Juan Francisco var amatörtävlingscyklister. Han är gift och är far till två barn.

## Stall
- Kelme 2002–2004
- Caisse d'Epargne-Illes Balears 2005–2011
- Movistar Team 2012–